# Großer Paul
Der Große Paul ist ein künstlich angelegter Teich in der Gemarkung von Muckwar, einem Ortsteil der Gemeinde Luckaitztal im Landkreis Oberspreewald-Lausitz in Brandenburg. Er ist Teil des Naturparks Niederlausitzer Landrücken.

## Lage
Der Teich liegt im Nordosten der Gemeinde Luckaitztal, westlich von Muckwar und südlich des Ortsteils Buchwäldchen. Der Große Paul ist der flächenmäßig größte der insgesamt neun Teiche und liegt im Süden des Ensembles. Nördlich grenzen der Kleine Paul sowie sechs weitere Teiche an; westlich ist der Borschteich. Ein Zufluss besteht über die Luckaitz von Südwesten.

## Geschichte und Entwicklung
Die künstlich angelegten Teiche wurden vermutlich im 12. Jahrhundert von den Zisterziensern zur Fischzucht angelegt und von den Gutsbetrieben in Buchwäldchen und Muckwar genutzt. Bis in das 19. Jahrhundert gab es südöstlich des Großen Pauls eine Siedlung, Berlinchen, die vermutlich durch ein Feuer zerstört wurde. Der Große Paul erschien dabei bereits 1933 im Verzeichnis der Naturdenkmäler der Provinz Brandenburg als ein besonders schützenswertes Naturdenkmal. Durch den Braunkohleabbau fiel der Grundwasserpegel zeitweise so stark ab, dass der Große Paul zwischen 1987 und 1993 trocken lag und zeitweise künstlich bewässert werden musste. 1997 wurde das Gebiet als Teichlandschaft Buchwäldchen-Muckwar unter Schutz gestellt und seit dieser Zeit wiederbesiedelt. Im 21. Jahrhundert wird der Teich von einer Teichwirtschaft in Fürstlich Drehna zur Karpfenzucht betrieben.

## Fauna und Flora
Im Wasser wurden Rotbauchunken, der Nördlicher Kammmolch, Fischotter und Laubfrösche beobachtet; an Land Ringelnattern. Das Gebiet ist darüber hinaus ein Lebensraum für den Kranich, den Schwarzstorch und den Seeadler.
An bedrohten Pflanzenarten wurden der Königsfarn, der Drachenwurz sowie das Breitblättrige Knabenkraut nachgewiesen. Besonders erwähnenswert sind die Uferzonen mit einem Erlenbruchwald, die durch Stieleichen-Hainbuchenwälder und Auwälder ergänzt werden.